# Entroncamento
Entroncamento este un oraș în Districtul Santarém, Portugalia.